# ジャコウネズミ
ジャコウネズミ（麝香鼠、学名：Suncus murinus）は、哺乳綱真無盲腸目トガリネズミ科ジャコウネズミ属に分類される哺乳類。
本種のうち琉球列島の個体群については自然分布である可能性（あるいはリュウキュウジャコウネズミという亜種とする説）があり、沖縄諸島ではビーチャー、宮古諸島ではザカ、奄美諸島ではザーコンの方言名がある。なお、英文学の翻訳で齧歯目のマスクラットをジャコウネズミと翻訳していることがままあるため、注意を要する。

## 分布
インド～東南アジア、台湾原産。しかし人為的な移入により、西はアフリカ東部やマダガスカル、東は太平洋島しょ部のニューギニアやグアムにまで分布する。
日本では長崎県、鹿児島県及び南西諸島に分布するとされ、長崎県及び鹿児島県の個体群は帰化種、南西諸島の個体群は自然分布とされているがはっきりとしていない。ただし、長崎県や鹿児島県の個体群は17～18世紀に移入された後200～300年間は生息が確認されていたが、その後、おそらく絶滅したという見方もある。
南西諸島では石垣島と宮古島の後期更新世～完新世の地層から化石が出土している。これらの個体群も古く船舶により移入されたという説もあるが、沖縄本島では今でも姿が見られるものの、各島の分布や生息状況は把握されていない。
本種の分布については長崎県や鹿児島県でも一時期はドブネズミと同程度にみられたにもかかわらず姿を消しており、沖縄県の水納島でも1980年頃には姿が見られなくなったことから何らかの要因で急速に絶滅に至るおそれがあるとされている。

## 生息環境
サバナや森林、農耕地、人家等に生息する。

## 形態
頭胴長約12.4-13.7cm。尾長約6.8-8.5cm。体重は30-80gでメスよりもオスの方が大型になる。体側に匂いを出す分泌腺（ジャコウ腺）を持つことからこう呼ばれる。吻端は尖る。尾は太短く、まだらに毛が生え、可動域は狭い。

## 生態

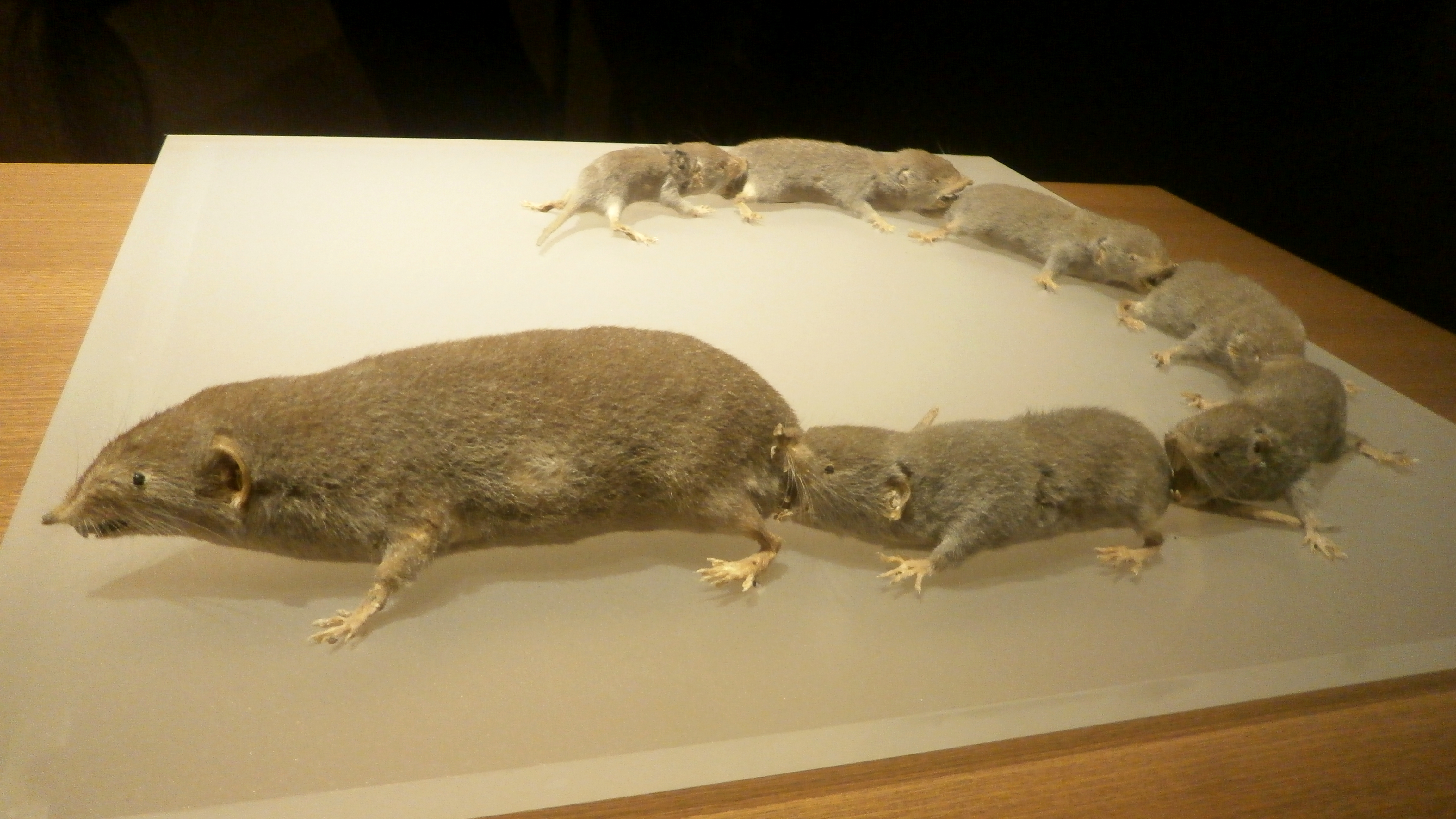
親の尾に噛み付いて家族で移動（キャラバン行動）するジャコウネズミの親子を再現した剥製。国立科学博物館の展示。

川原慶賀, 1823-1829

食性は肉食性の強い雑食性で昆虫類、節足動物、ミミズ等を食べるが植物質を摂取することもある。よく動くが、その動作は機敏とは言い難い。夜行性。繁殖形態は胎生で、1回に3-6匹の幼体を出産する。子育ての時には幼体は別の幼体や親の尾の基部を咥え、数珠繋ぎになって移動する（キャラバン行動）。

## 亜種
日本産のものを亜種リュウキュウジャコウネズミ（Suncus murinus temmincki）とする説がある。インドやスリランカに生息するジャコウネズミに比べて体色が濃いといわれている。一方でMSW3（Hutterer, 2005）では亜種を認めていないが、日本産亜種とされるtemmincki Fitzinger, 1868はシノニムに含まれていない。

## 人間との関係
- 吐く実験動物として利用される。実験動物としてイヌ、ネコなどは嘔吐するが大型であり、ウサギ、ラット、マウスは小型で飼育しやすいが嘔吐しない。ジャコウネズミは小型で、薬物や揺らすことで吐くため嘔吐反射の研究に用いられるようになった。ネズミ類ではないことを強調するためスンクスと呼ばれる。肝硬変の実験のためエタノールを与えて飼育している際、吐いているスンクスを発見し応用されることとなった[11][12]。
- 台湾では、人家の近くによく見られ「銭鼠」とよばれる。2013年7月、捕獲した1個体から狂犬病ウイルスが見つかり初の感染例となったが、その後の報告はない[13][14][15]。

## 種の保全状態評価
LEAST CONCERN (IUCN Red List Ver. 3.1 (2001))
- リュウキュウジャコウネズミ　Suncus murinus temmincki
  - 長崎県版レッドデータブック - 絶滅危惧IA類
  - 沖縄県版レッドデータブック - 情報不足